# 小島可奈子
小島 可奈子（こじま かなこ、1975年〈昭和50年〉9月17日 - ）は、日本のタレント、女優、実業家。元グラビアアイドル。福岡県出身。And you.株式会社所属。既婚。1女の母。

## 略歴
1996年、博多女子高等学校を卒業後に福岡ドームのドームクィーン（場内見学ツアーの案内役など）や「宝くじ幸運の女神」を務めている最中にスカウトされてデビュー。雑誌・グラビア・写真集、バラエティ番組などの活動を行い、順風満帆のスタートを切る。
1999年、深夜ドラマ・シネマカクテル『ABC...XYZ』でドラマ初出演・初主演。2000年のTBS系のドラマ30『三つのお願い』でも主演。
2004年9月、セミヌード写真集『叶々（カナカナ）』で復帰。同名同内容のDVDも発売。
2005年4月、1年間休業する。その間に小島あかりと改名し、個人活動で知人舞台に出演する。
2006年、事務所オフィスエアーに所属、芸名を元へ戻す。2冊組のヘアヌード写真集『Moon&Sun』を発売。
2008年、五社プロダクションへ移籍。同年、『泪壺』（渡辺淳一原作）で映画初主演。
2009年より、動画配信サイト「泉谷しげるのコラコラ放送局」にて泉谷しげるとともに地域活性化活動として各地でライブイベントを行う。
2011年2月、一般男性との結婚を公式ブログで発表。
2013年11月11日、第1子女児を出産。
2017年7月、AC-11を配合した健康食品を販売する会社を設立。
2024年6月、16年ぶりの写真集『凪』（双葉社）を発売。

## 人物
デビュー当時のスリーサイズはB93・W60・H89のGカップ。
また、年齢を実年齢よりも1才若く公表していた。

## 出演

### テレビドラマ
- シネマカクテル「ABC...XYZ」（1999年、関西テレビ他） - 主演・陽子（歯科助手） 役
- 砂の上の恋人たち（1999年、フジテレビ）
- ドラマ30「三つのお願い」（2000年8月、MBS） - 主演
- 永遠の1/2（2000年、TBS）
- 特集ドラマ 至上の恋 -愛は海を越えて（2001年10月27日、NHK）
- 金曜エンタテイメント「ニュースキャスター沢木麻沙子4 京都・加賀殺人事件」（2001年9月21日、フジテレビ） - モモ 役
- DAMAS「せっかくの喜び水びたし」（2002年5月12日、MBS・大阪市消費者センター） - 主演
- 浅草キッドの「浅草キッド」（2002年、スカパー!）
- 「新春ミステリー劇場 十津川警部シリーズ27〜九州特急つばめ殺人事件〜」（2003年1月3日、TBS） - 美梅 役
- ツインズな探偵3（2003年2月21日、フジテレビ） - 島田翔子 役
- 「十津川警部シリーズ35〜金沢加賀殺意の旅〜」（2005年7月4日、TBS） - 北川夏美 役
- 「特命係長 只野仁（3rdシーズン）」第29話（2007年3月2日、テレビ朝日） - 浅川夏子 役
- おみやさん 第6シリーズ 第6話（2008年12月11日、テレビ朝日） - ゲストヒロイン・佐藤紗枝 役
- テレビ朝日50周年ドラマスペシャル 警官の血（2009年2月7日、テレビ朝日） - 八島陽子 役
- HTBスペシャルドラマ「ミエルヒ」（2009年、北海道テレビ）
- 素晴らしい世界「北海音次郎一座」（2009年、北海道テレビ） - レギュラー
- Lドラ サギ師 リリ子（2009年3月、テレビ東京） - 中村マキ 役
- 臨場（2009年5月13日、テレビ朝日） - ゲストヒロイン・十条かおり 役
- あなたへ ～ヒロシマ　あの夏の約束～（2010年8月27日、NHK） - 山田澄江 役 ※地域番組（中国地方でのみ放送）
- ドラマスペシャル 鬼龍院花子の生涯（2010年6月6日、テレビ朝日） - 田辺聡子 役
- 科捜研の女 第10シリーズ 第4話（2010年8月5日、テレビ朝日） - ゲストヒロイン・武田凛子 役
- 土曜ワイド劇場（テレビ朝日）
  - 「タクシードライバーの推理日誌・殺意の子守歌」（2010年10月9日） - 早乙女瑞希 役
  - 「京都南署鑑識ファイル・狙われた映画女優〜連続殺人の罠!!」（2010年11月6日） - 篠原江里 役

### バラエティ・その他
- お天気クジラ（1997年、TBS）生活ランキング（ウェディングドレス・焼き肉）
- グラビアの美少女（1997年、MONDO21）
- 「特捜テレビ!ガブリンチョ」（テレビ朝日） - 準レギュラー
- 足立区のたけし、世界の北野（1997年 - 2002年、フジテレビほか） - レギュラー
- GameWave（1998年、テレビ東京ほか） - 2代目アシスタント
- ナンバー12・熱血サッカー宣言（1998年、テレビ東京） - アシスタント・レポーター
- おかえりワイド（1998年、毎日放送） - レギュラー
- エクスプレス（1999年、TBS） - 占いコーナー
- MBSヤングタウン（1999年） - レギュラーパーソナリティ
- COM-サイト（2000年、テレビ放送） - レギュラー
- スポットライト 熱視線β（2001年 - 2002年、よみうりテレビ） - レギュラー
- ボキャブラ天国（フジテレビ）
- リングの魂（テレビ朝日）
- ぷらちなロンドンブーツ（テレビ朝日）
- タモリ倶楽部（テレビ朝日）
- ナイナイナ（テレビ朝日）
- ダウンタウンDX（よみうりテレビ）
- クイズ日本人の質問（NHK）
- 炎のチャレンジャー（テレビ朝日）
- 極すれすれガレッジセール（TBS）
- 絶品!地球まるかじり（テレビ東京）
- たかじん胸いっぱい（関西テレビ）
- ファンレターズ朗読劇（脚本:じんのひろあき）
- TVチャンピオン（テレビ東京）
- 出没!アド街ック天国（テレビ東京）
- やるヌキッ!（テレビ東京）
- 志村けんのバカ殿様（フジテレビ）
- お宝映像クイズ 見ればナットク!（NHK）
- 志村けんのバカ殿様年末スペシャル（フジテレビ）
- 田舎に泊まろう!（2008年8月31日、テレビ東京）
- 有吉反省会（2014年11月16日、日本テレビ） - 「泉谷しげるとばかり仕事をしている」ことに対する禊で、15年ぶりの水着グラビア撮影
- じっくり聞いタロウ ～スター近況報告～（2022年6月2日、テレビ東京）

### 映画
- 大いなる完（1998年、CIA、監督:高橋伴明）
- 菊次郎の夏（1999年、日本ヘラルド映画/オフィス北野、監督:北野武） - ホステス 役
- クラヤミノレクイエム（2000年、STRAYDOG、監督:森岡利行）
- sWinGmaN スイングマン（2000年、ビデオプランニング、監督:前田哲） - 池田弘美 役
- ピカレスク 人間失格（2002年、GPミュージアム/ドラゴンフィルム、監督:伊藤秀裕）
- 泪壺（2008年3月1日、アートポート、監督:瀬々敬久） - 主演・朋代 役
- テケテケ（2009年3月21日、アートポート、監督:白石晃士） - 清水弘美 役
- 白日夢（2009年、アートポート、監督:愛染恭子/いまおかしんじ） - 日高さゆり 役
- 第2写真部 （2009年、モブキャスト、監督:松村清秀） - 水原氷女 役
- コラボ・モンスターズ!!「love machine」（2011年、映画美学校、監督:古澤健） - 陽子 役 ※3編ある映画のうちの1編

### インターネットテレビ
- 織田哲郎のオダテツ辞典（2003年11月 - 2004年10月、あっ!とおどろく放送局）
- 泉谷しげるのコラコラ放送局（2009年 - ）[9]

## 出版

### 写真集
- skip!（1997年5月、英知出版、撮影:木村智哉）ISBN 4754211596
- Tatuo Watanabe 撮影『39℃ : 小島可奈子写真集』バウハウス、1998年4月。ISBN 4894611155。
- 井ノ元浩二作品集「10carat」（1999年7月16日、尾道書房、撮影:井ノ元浩二） - さとう珠緒、藤崎奈々子、桜井亜弓、牧冨沙子、柳明日香、北原まゆ、黒田美礼、黒羽夏奈子、小島可奈子、村田和美、以上10名の写真を収録。
- Déjà-vu（2000年7月、ワニブックス、撮影:野村誠一）ISBN 4847025725
- ASAHI PRESS volume3（2001年9月14日、朝日出版社、撮影:宮澤正明） - さとう珠緒、仲村綾乃、小島可奈子、伊藤聖子、以上4名の写真を収録。
- 叶々（カナカナ）（2004年9月、竹書房、撮影:くぼたあきひと）ISBN 481241816X
- Moon&Sun（2006年11月22日、バウハウス、撮影:橋本雅司/毛利充裕）ISBN 4778803337
- 隠花な被写体（2008年1月23日、小学館、撮影:篠山紀信）ISBN 4093945950
- 凪-NAGI-（2024年6月20日、双葉社、撮影:浜田一喜）ISBN 4575318868

### 映像作品
- うれしいね（1996年8月25日、リーガル出版） ※VHS
- ときめきアイドル白書13「KANAKO-CHA-MA」（1997年3月31日、英知出版） ※VHS
- SOUNDS of BEACH（1997年10月、英知出版） ※VHS
- ファイナルビューティー（1998年1月20日、竹書房） ※VHS。映像が追加されたDVD版が1999年3月25日に発売。
- I miss you（1998年11月6日、ポニーキャニオン）※VHS。DVD版が2000年12月20日に発売、2005年3月2日に再販売。
- Nonfiction（1999年8月25日、パイオニアLDC）※VHS
- 叶々（カナカナ）（2004年9月17日、竹書房）※VHS・DVD